# Río Angará
El río Angará (en ruso: Ангара) es un largo río del centro-sur de la Rusia asiática o Siberia que nace en el lago Baikal y fluye en direcciones N y O a través del óblast de Irkutsk y el krai de Krasnoyarsk, hasta desaguar en el río Yeniséi, del que es su mayor afluente. Tiene una longitud de 1779 km pero forma parte del sistema fluvial Yeniséi-Angará-lago Baikal-Selengá-Ider, que alcanza los 5539 km y se considera el quinto río más largo del mundo (tras el Amazonas, Nilo, Yangtsé y el Misisipi-Misuri).

## Denominación y etimología
El nombre proviene de la raíz amnga (distorsionado. anga ), que en la traducción de Buryat y Evenki significa “la boca de un animal, boca”; el hangar derivado de esta base se interpreta como "abierto", "abierto", "abierto", así como "trago", "hendidura", "garganta" [8]. En fuentes históricas, Angara se menciona por primera vez en el siglo XIII con el nombre de Ankara-Muren :
"... los pueblos, que desde la antigüedad hasta nuestros días se llamaron y se llaman turcos, vivían en los espacios esteparios, en las montañas y bosques de las regiones de Deshti Kipchak, Rus, Circassians, Bashkirs, Talas y Sairam, Ibir y Siberia, Bular y el río Ankara, dentro de áreas que se conocen [con los nombres] de Turkestán y Uiguristán; a lo largo de ríos y montañas en las [regiones] del pueblo Naiman, como, por ejemplo, Kok-Irdysh [Blue Irtysh], Irdysh, 4 [montaña] Karakorum, 5 montañas de Altai..."  ( Rashid ad-Din , 1952, vol. 1, libro 1: 73).
"tribu tártara. Su nombre ha sido conocido en todo el mundo desde la antigüedad. ... Dicen [que], cuando las tribus de los tártaros, Durban, Saldzhiut [en el texto de Saldzhiun] y Katakin se unieron, "todos vivían a lo largo de los tramos inferiores de los ríos... ... En la confluencia de estos ríos, se forma el río Ankara-muren. Este río es extremadamente grande; una tribu mongola vive en él, que se llama Usutu-mangun. Las fronteras de [su asentamiento] están actualmente en contacto con [falta el nombre del país]. Ese río [Ankara] está cerca de la ciudad llamada Kikas y en el lugar donde él y el río Cam se unen. Esa ciudad pertenece a la región de Kirghiz. Se dice que este río [Ankara] desemboca en una región, junto a la cual hay un mar. Por todas partes [allí] plata..." (Rashid-ad-Din, 1952, vol. 1, libro 1: 101-102)
De lo que se deduce que Ankara-muren en Rashid ad-Din es el Angara moderno, pero lleva este nombre solo debajo de la confluencia de afluentes no mencionados en el documento, y continúa con este nombre cuando se fusiona con el Yenisei [9].
Inicialmente, los tramos inferiores del río desde la confluencia del afluente Ilim llevaban el nombre de Alto Tunguska entre los exploradores rusos . Durante algún tiempo, los cosacos del Yenisei creyeron que el Alto Tunguska y el Angara eran dos ríos diferentes, hasta que el pionero Pantelei Pyanda , al regresar de una expedición de tres años en 1623, durante la cual se convirtió en el primer ruso en llegar al río Lena , descubrió que el Alto Tunguska y Angara eran uno y el mismo río.

## Curso

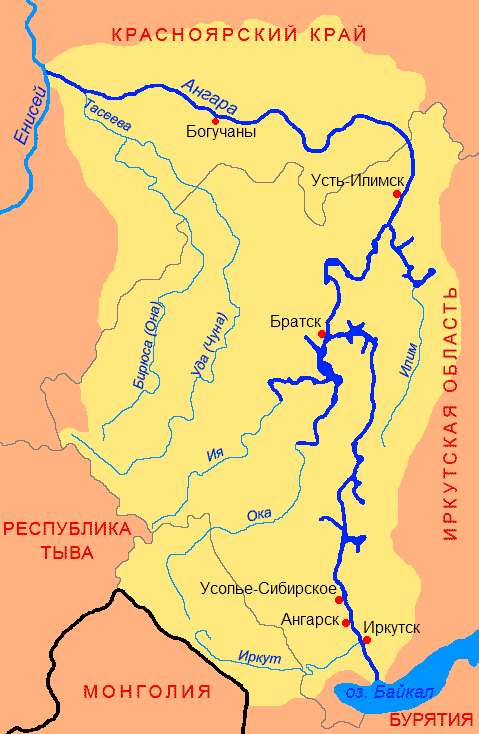
Mapa en ruso del río Angará en el que están las siguientes ciudades: Irkutsk (Иркутск), Angarsk (Ангарск), Usolie-Sibírskoye (Усолье-Сибирское), Bratsk (Братск), Ust-Ilimsk (Усть-Илимск) y Boguchany (Богучаны)

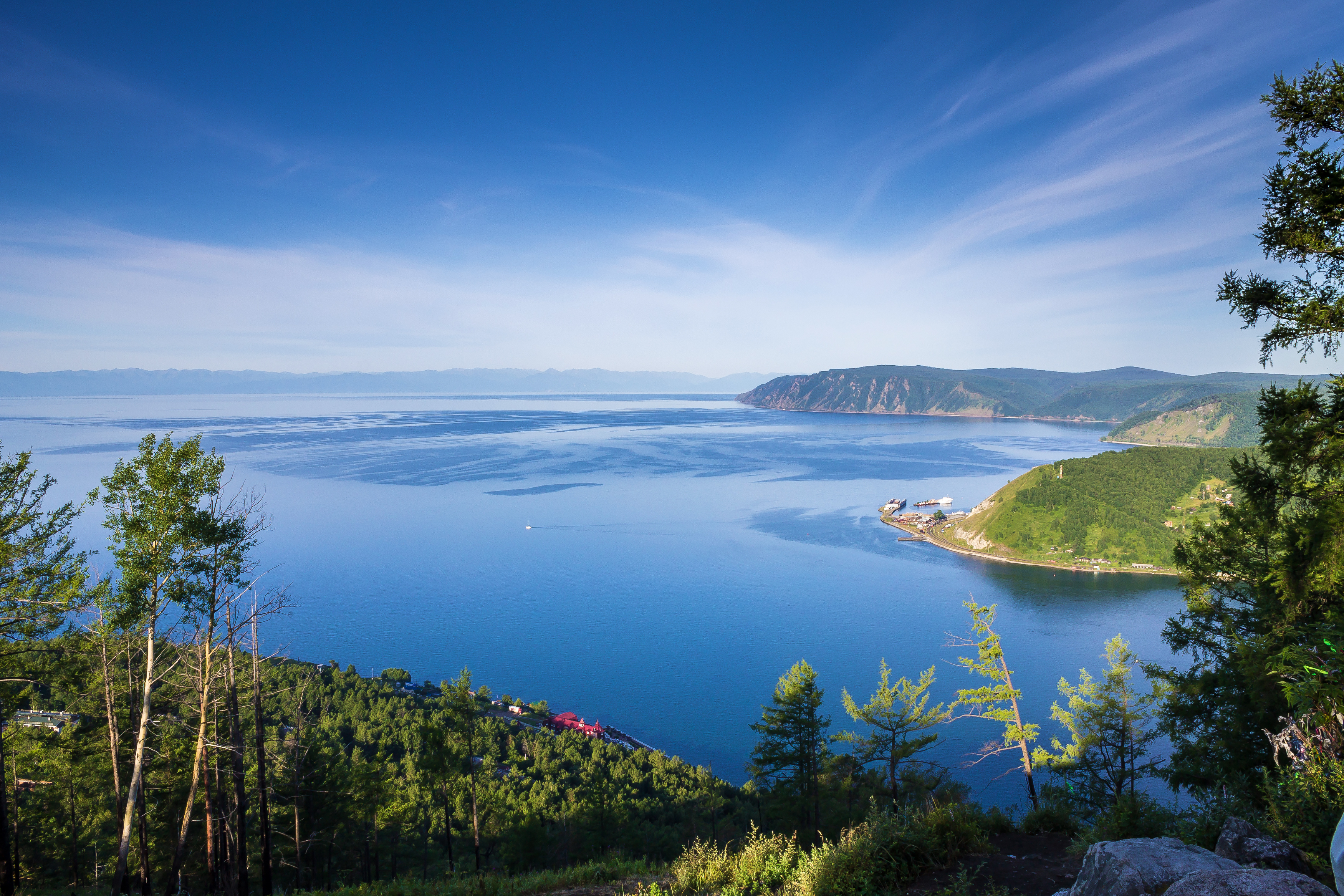
Nacimiento del Angará cerca de la aldea de Baikal (Baykal (port)).

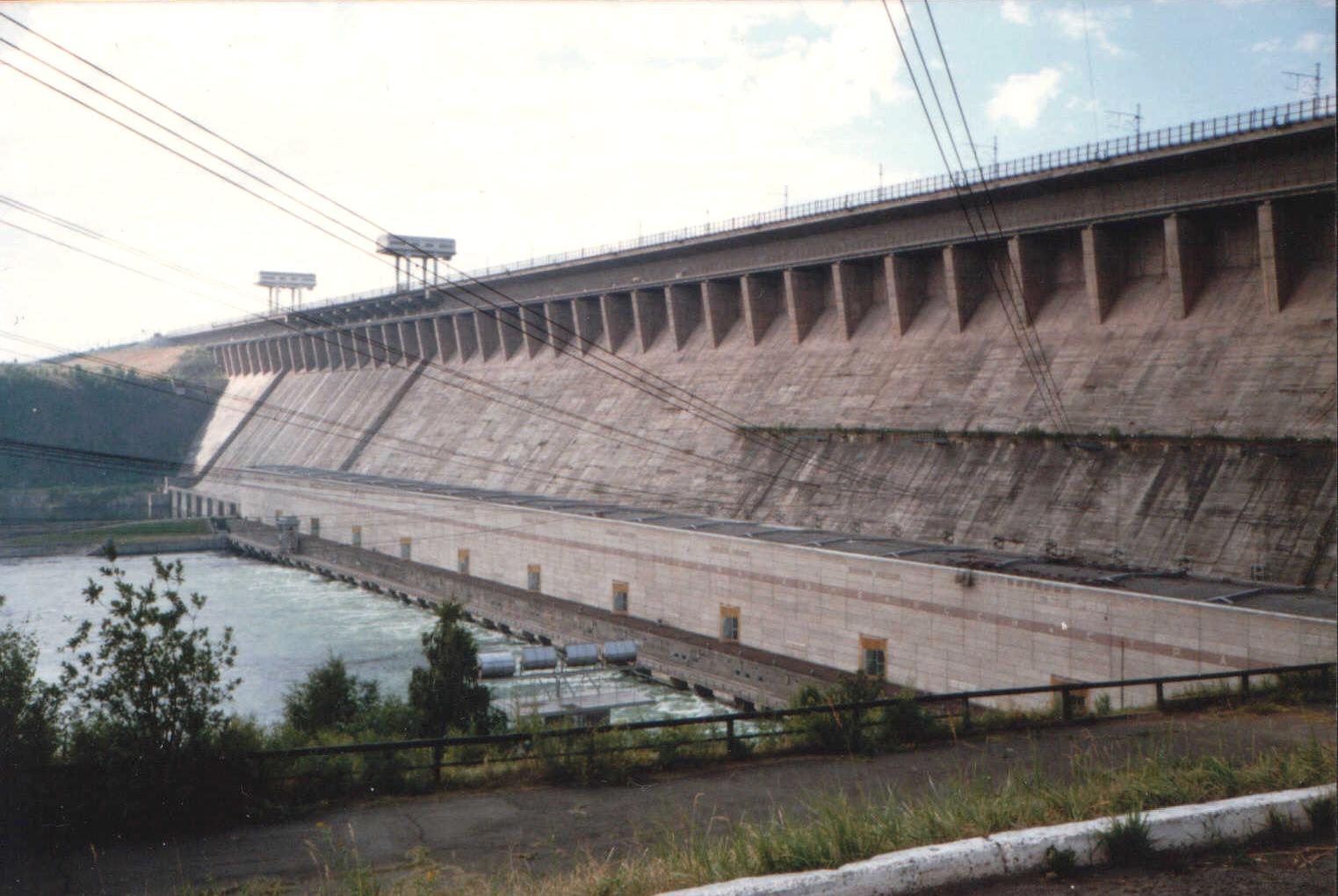
Presa de la central hidroeléctrica de Bratsk.

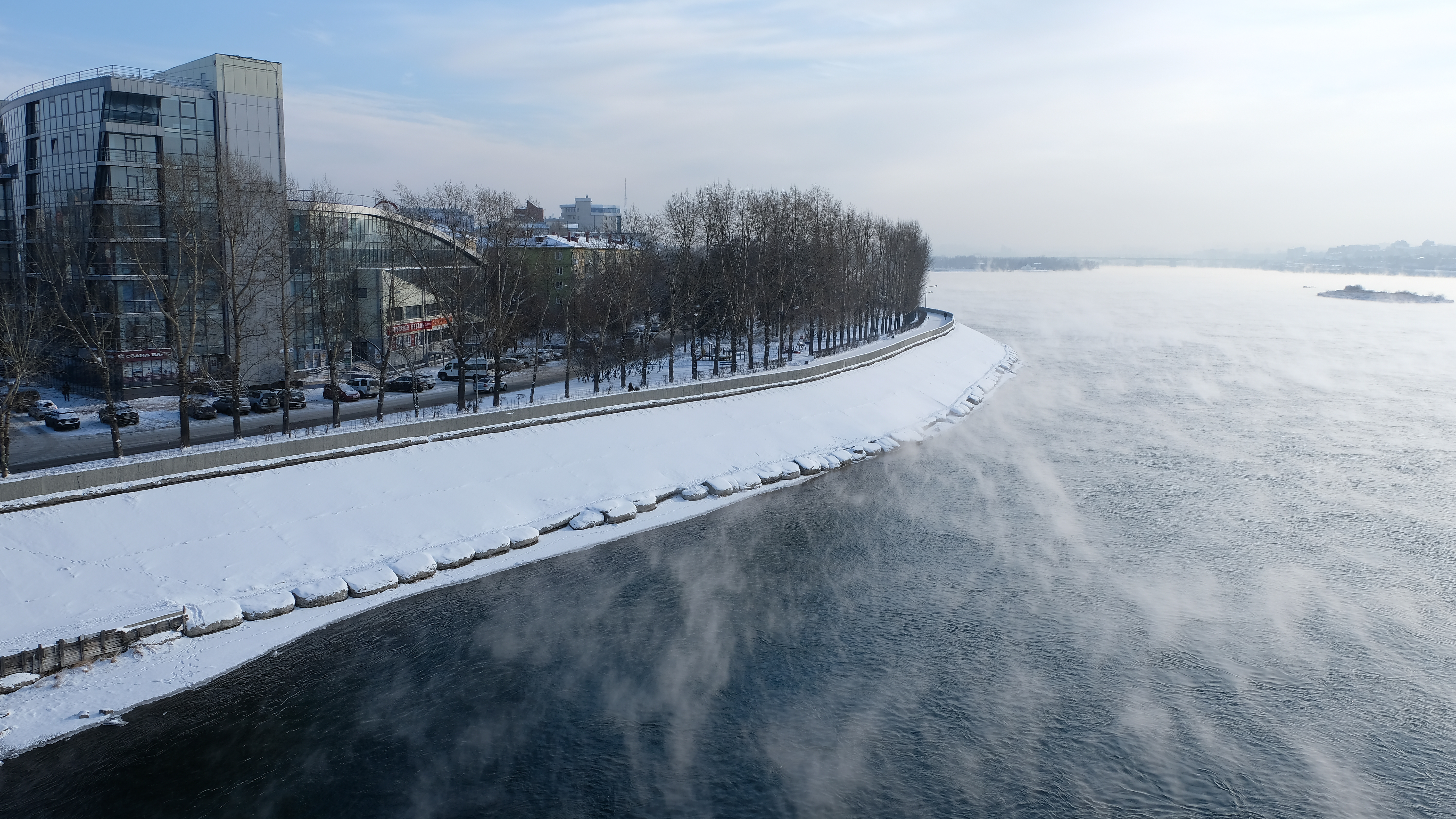
Terraplén del Angara en invierno. Irkutsk, Rusia

El río nace como el Alto Angara a unos 300 km al noreste del lago Baikal en las tierras altas de Stanovoy. Desde allí fluye en dirección oeste a través del norte de la República de Buriatia para desembocar después de 438 km en un delta fluvial bastante extenso y pantanoso hasta el extremo noreste del lago Baikal. El tramo inferior del Alto Angara, que es uno de los 336 afluentes principales del lago, es parcialmente navegable. Suministra al lago unos 263 m³/s (8,3 km³/año) de agua, lo atraviesa a lo largo de unos 600 km y sale del lago no lejos de su extremo sur como Angara, cerca de la pequeña ciudad de Baikal, al este del Ostsajan; desde allí fluyen 2071 m³/s (65,3 km³/año) de agua. [5] El afluente más grande del lago Baikal es con diferencia el Selenga, que suministra al lago 951 m³/s. Hidrológicamente, son los tramos superiores reales del Angara.
El Angara ahora fluye en dirección noroeste a través del embalse de Irkutsk, en cuya presa se encuentra Irkutsk. Un poco más al norte de esta ciudad, en la que desemboca el Irkut que fluye desde el suroeste, pasa por Angarsk. Unos kilómetros más abajo de la ciudad, el Angara atraviesa el gran embalse de Bratsk y se adentra en las montañas centrales de Siberia en el extremo sur. En el lago, el Oka desemboca en él desde el suroeste, aproximadamente donde llega a la ciudad de Bratsk. El Angara es navegable entre Irkutsk y Bratsk.
El Angara, que en su tramo inferior a menudo se conoce como Alto Tunguska ( ruso Верхняя Тунгуска , Verkhnyaya Tunguska ), fluye a través de numerosos rápidos y a través del embalse de Ust-Ilimsk , por donde pasa Ust-Ilimsk , y más al noroeste a través del Ust. -El embalse de Ilimsk, que se completó en 2012. El embalse de Bogutchany . Luego toma el afluente Tasseyeva que viene del sur debajo de Motygino , después de lo cual atraviesa las montañas Yenisei en dirección este-oeste. Directamente al oeste de este paisaje montañoso desemboca en el Yeniséi en Strelka (casi 250 km al norte de Krasnoyarsk ) , que desemboca más al norte y desemboca en el océano Ártico .
--
Tras abandonar el extremo suroeste del lago Baikal cerca de la aldea de Listvianka, fluye en dirección norte pasando por las ciudades de Irkutsk, Bratsk y Ust-Ilimsk para después girar al oeste tras recibir las aguas del río Ilim y desembocar en el río Yeniséi, cerca de Strelka. Es navegable entre Irkutsk y Bratsk; a partir de esta última localidad hay demasiados rápidos. En Bratsk se construyó una presa con una de las plantas hidroeléctricas más grandes del mundo (genera cerca de 4500 MW). En Irkutsk se encuentra una más pequeña (de 660 MW). El río cuenta con otras dos presas (Ust-Ilimsk y Boguchany), lo que le convierte en una de las mayores fuentes mundiales de energía hidroeléctrica.
Entre los siglos XVIII y XIX, antes de su unión con el río Ilim, el Angará era conocido también como el río Tunguska superior (Vérjniaya Tunguska, en ruso).

### Afluentes y subafluentes
Los principales afluentes son (de aguas arriba a aguas abajo), se indica también la superficie de su cuenca, su longitud y su caudal:
- Selenga (desemboca en el lago Baikal) (447 000 km², 1024  km, 951  m3/s)
- Alto Angara que desemboca en el lago Baikal (20 600  km², 438  km, 260  m3/s)
- Barguzin que desemboca en el lago Baikal (21 100  km², 480  km, 130 m3/s)
- Snejnaya que desemboca en el lago Baikal (3020  km², 173  km, 48 m3/s)
- Irkut desemboca en el Angará en el corazón de la ciudad de Irkutsk (15 000 km2, 488  km, 138m3/s)
- Kitoï desemboca en el Angará en Angarsk (9190 km², 316 km, 118  m3/s)
- Bolchaïa Belaïa desemboca en el Angará (18 000 km², 359 km, 176  m3/s)
- Iia (desemboca en el embalse de Bratsk) (18 100 km², 512 km, 185  m3/s)
- Oka (desemboca en el embalse de Bratsk) (34 000 km², 630 km, 270  m3/s)
- Ilim (30 300 km², 589 km, 139  m3/s)
- Kata (7950 km², 46 m3/s)
- Chadobets (19 700 km², 647 km, 63 m3/s)
- Irkineeva (13 600 km², 363 km, 60  m3/s)
- Tasseïeva (128 000 km², 1319 km, 740 m3/s) que se une al Angará en su curso inferior
- Tchouna (o Ouda) (56 800 km², 1203 km, 300  m3/s)
- Birioussa (u Ona) (55 800 km², 1012 km, 370 m3/s)
- Tatarka (1880 km², 22  m3/s)

## Hidrometría
El Angará es un curso de agua muy poderoso y bastante regular. Su caudal se observó durante 47 años (entre 1953 y 1999) en Tatarka, localidad situada unos 30 kilómetros aguas arriba de su confluencia con el Yenisei 1 .
En Tatarka, el caudal o módulo medio interanual observado en este período fue de 4.518 m³ para un área de drenaje de 1.040.000  km2 , que es casi la totalidad del área de captación del río.
El caudal de agua en esta cuenca asciende así a 137 milímetros por año, lo que podría considerarse bastante moderado o incluso mediocre. Sin embargo, esta cifra es poco representativa, ya que incluye la enorme cuenca del Selenga que constituye alrededor del 43% de los 1.040.000 km² del área de drenaje considerada, y que es en gran parte desértica. Eliminando la cuenca de Selenga, la profundidad del agua observada en la cuenca de Angara al nivel de Tatarka asciende a 213 milímetros, lo que puede calificarse como bastante alto en el contexto siberiano.
Un río alimentado en parte por el deshielo, el Angara es un curso de agua con un régimen nivo-pluvial complejo que tiene dos estaciones.
Las aguas altas se producen desde la primavera hasta principios de otoño, de mayo a septiembre, con un pico en mayo correspondiente al deshielo y deshielo de su cuenca. De junio a septiembre el flujo sigue siendo muy fuerte. En octubre, el caudal del río cae rápidamente, lo que conduce al período de aguas bajas. Tiene lugar de noviembre a abril inclusive y corresponde al largo período de invierno y fuertes heladas que se extiende por toda la cuenca. Pero el río generalmente retiene durante el período de aguas bajas un caudal muy apreciable.

## Navegación

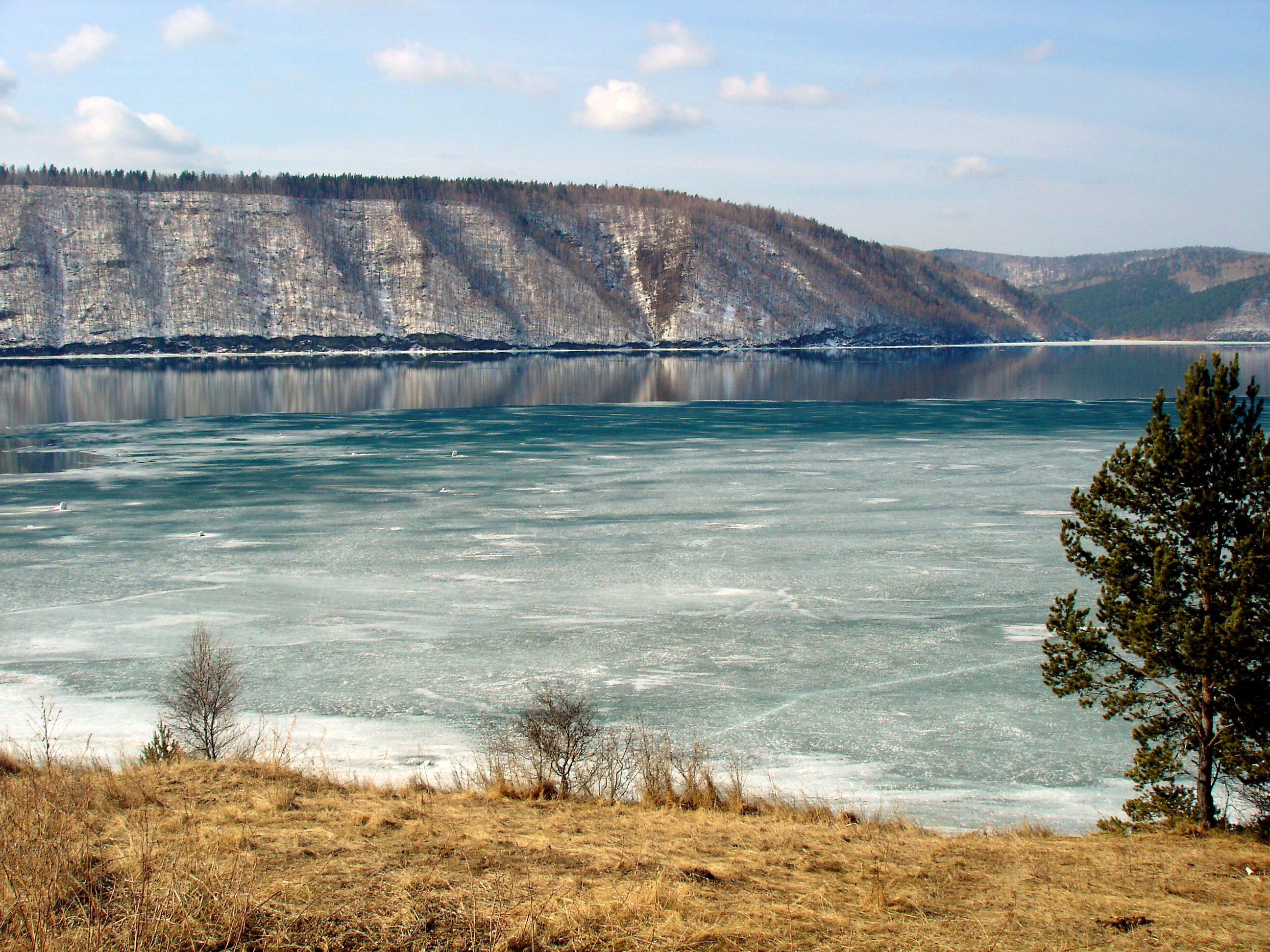
El Angara en Talzy, cerca del lago Baikal

El Angara es navegable por embarcaciones modernas en varios tramos aislados:
- del lago Baikal a Irkutsk
- de Irkutsk a Bratsk
- en el embalse de Ust-Ilimsk
- desde la presa de Boguchany (Kodinsk) hasta la caída del río en el Yenisey.

El tramo entre la presa de Ust-Ilimsk y la de Boguchany no ha sido navegable debido a los rápidos. Sin embargo, con la finalización de la presa de Boguchany y el llenado de su embalse, al menos una parte de este tramo del río será también navegable. No obstante, esto no permitirá la navegación a través del lago Baikal hasta el Yenisey, ya que ninguna de las tres presas existentes ha sido dotada de una esclusa para barcos o de un elevador de barcos, ni la presa de Boguchany lo tendrá.

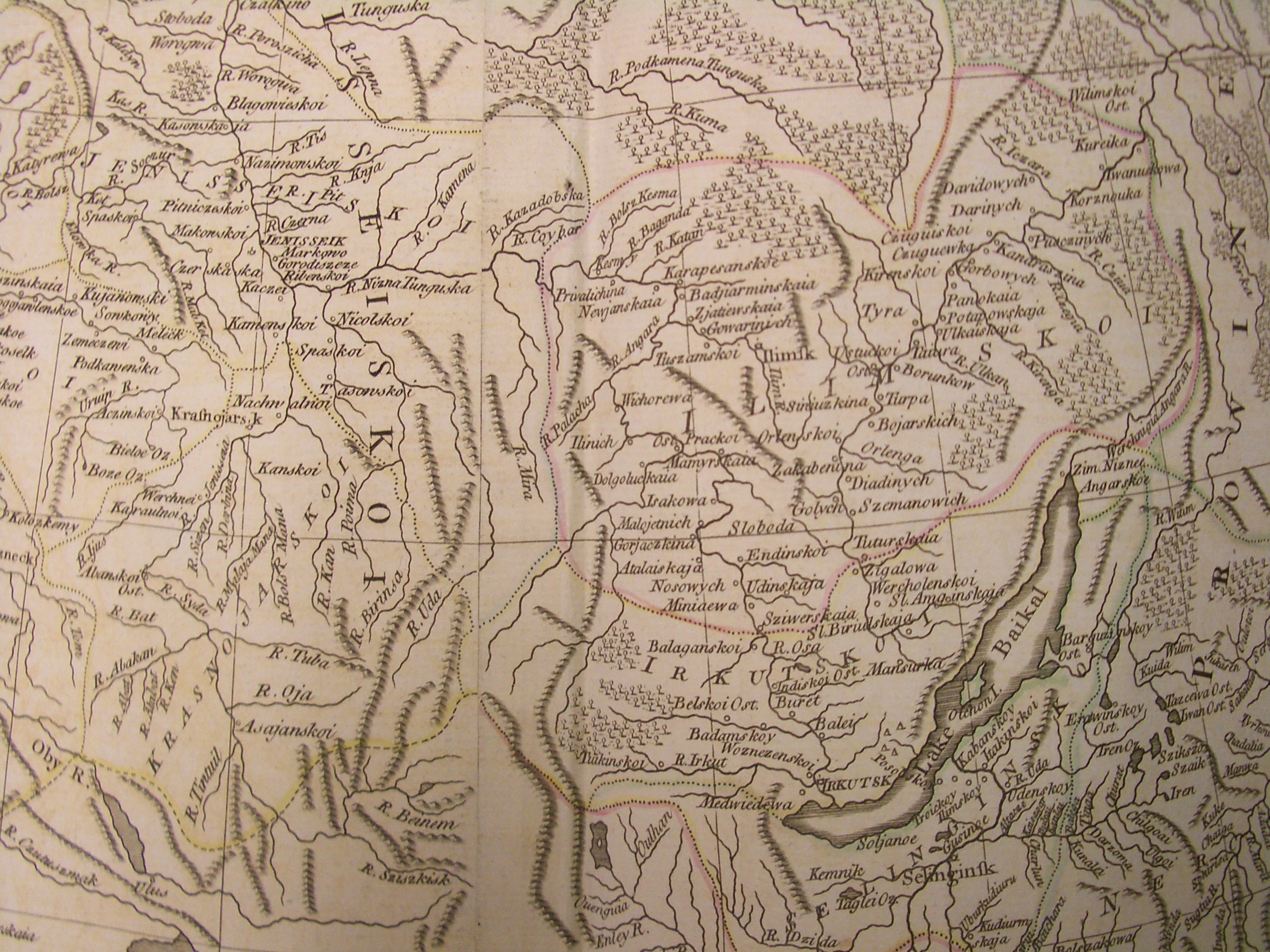
La importancia histórica del Angara y del Ilim como vías fluviales está atestiguada por una cadena de pueblos a lo largo de ellos (muchos de los cuales, así como la ciudad de Ilimsk, fueron inundados por las presas modernas) en este mapa de 1773. Obsérvese que el curso inferior del Angara está etiquetado como Nizhnyaya Tunguska - el nombre que se aplica actualmente al otro río

A pesar de la ausencia de una vía navegable continua, el Angara y su afluente el Ilim tuvieron una importancia considerable para la colonización rusa de Siberia desde aprox. 1630, cuando (y los porteos necesarios) formaron importantes rutas fluviales que conectaban el Yenisey con el lago Baikal y el Lena. El río perdió su importancia como medio de transporte tras la construcción de una ruta terrestre entre Krasnoyarsk e Irkutsk y, posteriormente, del Ferrocarril Transiberiano.